# Shriker Osaka
Lo Shriker Osaka (シュライカー大阪?) è una squadra giapponese di calcio a 5, con sede a Osaka. Milita in F. League.

## Storia
Fondata nel 2002, milita nella F. League, la massima serie del campionato giapponese di calcio 5.

## Colori e simbolo

### Colori
I colori della maglia degli Shriker sono l'arancione e il nero.

## Stadio
Gli Shriker Osaka giocano le loro partite casalinghe all'Osaka Municipal Central Gymnasium, che contiene circa 10.000 posti.

## Palmarès
- Campionato giapponese di calcio a 5: 1
2016-17

- Puma Cup: 2
2009-10, 2011-12

- Ocean Arena Cup: 2
2007-08, 2008-09